# Palaemon
Palaemon – rodzaj skorupiaków należący do infrarzędu krewetek.
Należą tutaj następujące gatunki:
- Palaemon adspersus krewetka bałtycka[1]
- Palaemon affinis H. Milne Edwards, 1837[2]
- Palaemon capensis (De Man, 1897)[2]
- Palaemon concinnus Dana, 1852[1]
- Palaemon curvirostris Nguyên, 1992[2]
- Palaemon debilis Dana, 1852[1]
- Palaemon dolospinus Walker & Poore, 2003[2]
- Palaemon elegans krewetka atlantycka[1]
- Palaemon floridanus Chace, 1942[1]
- Palaemon gladiator Holthuis, 1950[2]
- Palaemon gracilis (Smith, 1871)[2]
- Palaemon gravieri (Yu, 1930)[1]
- Palaemon guangdongensis Liu, Liang & Yan, 1990[2]
- Palaemon hancocki Holthuis, 1950[2]
- Palaemon intermedius (Stimpson, 1860)[2]
- Palaemon khori De Grave & Al-Maslamani, 2006[2]
- Palaemon litoreus (McCulloch, 1909)[2]
- Palaemon longirostris H. Milne-Edwards, 1837[1]
- Palaemon macrodactylus M. J. Rathbun, 1902[1]
- Palaemon maculatus (Thallwitz, 1891)[1]
- Palaemon miyadii (Kubo, 1938)[2]
- Palaemon northropi (Rankin, 1898)[1]
- Palaemon ogasawaraensis Kato & Takeda, 1981[2]
- Palaemon ortmanni M. J. Rathbun, 1902[1]
- Palaemon pacificus (Stimpson, 1860)[1]
- Palaemon paivai Fausto Filho, 1967[2]
- Palaemon pandaliformis (Stimpson, 1871)[1]
- Palaemon paucidens de Haan, 1844[1]
- Palaemon peringueyi (Stebbing, 1915)[2]
- Palaemon peruanus Holthuis, 1950[2]
- Palaemon powelli Ashelby & De Grave, 2009[2]
- Palaemon ritteri Holmes, 1895[1]
- Palaemon semmelinkii (De Man, 1881)[2]
- Palaemon serenus Heller, 1862[2]
- Palaemon serratus (Pennant, 1777)[1]
- Palaemon serrifer (Stimpson, 1860)[1]
- Palaemon sewelli (Kemp, 1925)[2]
- Palaemon tenuidactylus Liu, Liang & Yan, 1990[2]
- Palaemon vicinus Ashelby, 2009[2]
- Palaemon xiphias Risso, 1816[1]
- Palaemon yamashitai Fujino & Miyake, 1970[2]